# Josef Gohm
Josef Gohm (* 20. März 1906 in Feldkirch; † 7. Februar 1983 ebenda) war ein österreichischer Politiker (VdU/FPÖ) und Unternehmer. Er war von 1949 bis 1959 Abgeordneter zum Vorarlberger Landtag und von 1949 bis 1954 dessen 2. Landtagsvizepräsident.

## Ausbildung und Beruf
Gohm absolvierte nach der Volksschule in Feldkirch ab 1916 das Feldkircher Gymnasium Stella Matutina, wo er 1924 die Matura ablegte. Er studierte danach zwei Semester an der Hochschule für Welthandel Wien und wechselte 1925 zum Studium der Technischen Chemie an die Technische Hochschule Stuttgart. Er schloss sein Grundstudium in Stuttgart 1930 mit dem akademischen Grad Dipl.-Ing. ab und promovierte nach seinem Dissertationsstudium in Stuttgart 1932 zum Dr. Dipl.-Ing. Beruflich war Gohm zwischen 1934 und 1937 als Betriebschemiker der Vacuum Oil Company in Wien tätig, bevor er 1937 einen Betrieb für Mineralölhandel gründete. Bereits 1938 beendete er seine Selbständigkeit und war bis 1939 für die NOVA Mineralöl-AG Wien aktiv. Nach seinem Wehrdienst zwischen August 1939 und Dezember 1939 arbeitete er bis März 1941 als Chemiker beim Benzol-Verband in Bochum, danach war er bis Mai 1945 Betriebsführer der Raffinerie Vösendorf.
Nach dem Krieg machte sich Gohm zwischen 1945 und 1956 erneut im Mineralölhandel selbständig, danach war er von Oktober 1956 bis März 1957 als Raffinerieleiter bei der ÖMV in Wien beschäftigt. Nachdem er 1957 wieder in einem eigenen Betrieb tätig gewesen war, hatte er im Jahr 1958 für zweieinhalb Jahre das Amt des Direktors der Firma Sika-Plastiment in Bludenz inne. Ab Juli 1960 führte er einer Lebensmittel- und Drogeriewaren Groß- und Kleinhandel.

## Politik
Gohm stellte bereits am 25. April 1933 ein Beitrittsansuchen für die Aufnahme in die NSDAP und war ab 1933 Mitglied der NS-Organisation „Kampfring der Deutschösterreicher“. In der Folge wurde er jedoch auch Mitglied der Vaterländischen Front. Nach dem „Anschluss“ Österreichs im März 1938 wurde Gohm am 1. Mai 1938 Parteimitglied der NSDAP, des Weiteren war er in der Folge Mitglied der Deutschen Arbeitsfront (DAF), der Nationalsozialistischen Volkswohlfahrt (NSV), des Nationalsozialistischen Kraftfahrkorps (NSKK) und des NS-Bundes Deutscher Technik. Nach dem Zweiten Weltkrieg trat er 1949 dem Verband der Unabhängigen bei, nach der Gründung der FPÖ wurde er dort Mitglied.
Gohm war nach dem Zweiten Weltkrieg auch in der Berufsvertretung aktiv, wobei er zwischen 1947 und 1950 Ausschussmitglied und Stellvertretender Obmann des Gremiums Mineralölhandel der Vorarlberger Handelskammer war. Danach wirkte er von 1950 bis 1956 als Stellvertretender Obmann der Sektion Handel der Vorarlberger Handelskammer und war zudem von 1950 bis 1956 sowie von 1960 bis 1980 Gremialvorsteher des Gremiums Mineralölhandel der Vorarlberger Handelskammer.
Als Landtagsabgeordneter wurde Gohm am 25. Oktober 1949 angelobt, noch am selben Tag erfolgte seine Wahl zum 2. Landtagsvizepräsident. Er hatte diese Funktion bis zum 28. Oktober 1954 inne und schied am 25. Oktober 1956 durch Mandatsniederlegung aus dem Landtag aus.

## Privates
Gohm wurde als Sohn des Kaufmanns Josef Gohm und seiner Frau Marianne, geborene Hirschbühl geboren. Er heiratete am 14. Juni 1951 Marianne Tauer und wurde Vater von zwei Söhnen und einer Tochter, die zwischen 1952 und 1955 geboren wurden.

## Auszeichnungen
- 1974: Silberne Ehrenmedaille der Vorarlberger Handelskammer
- 1981: Großes Verdienstzeichen des Landes Vorarlberg
- Goldenes Ehrenzeichen für Verdienste um die Republik Österreich